# Anastrepha benjamini
Anastrepha benjamini är en tvåvingeart som beskrevs av Lima 1938. Anastrepha benjamini ingår i släktet Anastrepha och familjen borrflugor. Inga underarter finns listade i Catalogue of Life.